# 미국 국세청
미국 국세청(영어: Internal Revenue Service: IRS)은 미국의 연방 정부 기관 중 하나로, 재무부의 산하기관으로, 워싱턴 D.C.에 본부를 둔다. 연방세 관련 집행(Collection), 세무감사(Examination/Audit), 소환(Summons), 탈세/돈세탁 범죄조직 및 불법행위 범죄 수사 (CI: Criminal Investigation), 세법 편찬(Internal Revenue Code)을 주관하며, 미 연방기관 중 FBI, CIA 등과 더불어 일반인에게 가장 널리 알려진 조직 중 하나이다. 
IRS와는 별도로, 각각의 주정부는 주정부 직속 조세기관이 있으며, 이들 기관을 재미교포들 사이에 주정부 국세청이라고 부르기도 하나, 국가 전체의 세무를 관할하는 조직이 아니므로, 국세청 대신 '주정부 조세기관' 정도가 적절한 번역으로 볼 수 있겠다. 주정부 조세기관들은 주정부 부과 소득세(Income Tax) , 이외 제산세(Property Tax) 및 사업세(Business Tax) 등 기타 특별 부과세를 관할하는 County 및 City 산하 세무기관이 존재하며, 이러한 주정부 조세기관들은 IRS의 관할 하에 있지 않고 자체적인 조세집행, 세무감사를 실시한다. 단, 이러한 주정부 조세기관들은 세무감사 대상에 대한 정보/자료를 확보하기 위해 IRS에 과거 세무감사 이력 및 결과 등의 자료제공을 요청하는 등 국세청의 자료 및 정보를 이용하기도 한다. 

## 연혁
남북 전쟁 도중인 1862년에 대통령 에이브러햄 링컨과 의회가 전비 조달을 위해 소득세를 창설하고, 국세청관 (Commissioner of Internal Revenue)의 지위를 마련했다. 세금의 집행을 위해 설립된 기관은 관세를 통해 대외적인 세입을 징수하는 다른 연방 정부 기관과의 차이를 두기 위해 국세청 (internal revenue)라고 명명했다.

## 감사대상 선정
연방 국세청에서 세무감사 케이스를 선정하는 원인으로, 크게는 아래 5가지 원인을 들 수 있다.
(1) Random Audit(임의 선정): 미국의 조세체계는 자발적 세법준수(Voluntary Compliance)에 의거하며, 이에 의해 명백한 논리오류, 계산오류 등을 제외하면 대부분 신고자가 제출한 세무신고 자료를 받아들인다. 따라서, 이러한 자발적 세법준수 시스템을 악용해 허위신고가 이루어지고 있는지 모니터링을 하기 위해 IRS System이 임의로 감사대상 법인/개인을 선정하기도 한다. 단, 시스템에서 선정된 케이스에 연방 감사관의 시간을 투입할 가치가 있는지를 판단하기 위해, 1차로 케이스 평가자(보통 Classifier라고 불리며, 일반적으로 경력이 있는 감사관들이 순환근무하는 형태)가 케이스를 간략히 리뷰 후, 감사의 의미가 없다고 판단될 경우는 걸러내고 나머지를 IRS 관할지부로 할당한다.
(2) DIF Score Audit: IRS의 감사건 중 가장 많은 비중을 차지하며, IRS 시스템은 Big Data를 기반으로 동종업계, 동종직업의 일반적인 세무신고 자료대비 LUQs(Large, Unusual, Questionable Items: 규모가 크거나, 일반적이지 않거나, 의구심이 드는 소득/비용항목)가 존재하는지 평가하며, 논리적 오류(a,b 비용 존재 시, c가 반드시 보고되어 있었어야 하나 누락되었다던지), 또는 교차검증 오류(지급자가 Information Return(연간 종업원 급여 또는 계약자에게 지급한 수수료 내역서 등을 IRS에 보고)을 신고했음에도, 수취인이 해당 수취액을 소득에서 누락한 경우), 또는 가정 내 부양가족을 포함한 식구 수 대비 총소득 보고액이 생계 지속유지가 가능한 수준인지 등을 통계처리 및 수치화하여, DIF Score가 일정 수준을 초과하는 케이스들이다. 이렇게 DIF Score에 의거하여 선정된 케이스들에 대해 감사관들은 일반적으로 가장 주의를 기울여 감사하는 편이다.
(3) NRP (National Research Program): NRP는 IRS 시스템이 판단근거로 활용할 Big Data 수집에 필요한 감사이다. NRP Case들은 IRS 시스템이 문제가 없다고 평가한 세무신고 건이 실제로 오류/허위가 없는 완전무결한 세무신고인지 조사하는 유형이며, 이를 토대로 IRS 시스템의 AI를 발전시키고, 모니터링 과정 중 놓치고 있는 것들이 있는지 점검하여, (2)의 DIF Scoring을 보다 정교하게 발전/보완시키는 것이 주목적이다. 다른 유형의 감사와는 달리, NRP 케이스로 선정된 건에 대해서는 감사관과 판단하에 임의종결(탈세 가능성이 매우 낮거나 오류가 있지만 조정사항으로 인해 실제 세금추징이 없거나 미미할 것으로 예상되는 경우, 연방감사관의 매니저 승인하에 추가 조사없이 임의 종결할 수도 있음)
(4) Information Gathering Project: 이 유형도 (3)번과 유사하게 IRS 시스템이 판단근거로 활용할 Big Data를 수집하는 감사이다. 이 감사 유형은 IRS가 자료수집이 더 필요한 특정 수익/비용항목이 포함된 세무신고 건 중 임의선정을 통해 선택된 케이스들이다.
(5) Referral cases (Whistle-blower (내부고발) 또는 주정부 신고 케이스): 세금포탈에 대해 해당 기관/조직의 임직원이 내부고발을 할 경우, 비밀보장과 함께 IRS 감사 후 세금포탈 금액이 밝혀져 최종 추징될 경우 징수된 세금의 일정비율을 보상으로 지급하기도 한다. 또한 보상을 바라지 않고 전 고용주 및 배우자/연인/친구의 탈세를 고발하는 기명 또는 무기명으로 신고하는 경우도 종종 발생하며, IRS 검토 후 근거가 있다고 판단될 경우 세무감사를 실시한다. 이외에도, 각종 주정부 조세기관의 세무감사 과정 중 Sales Tax (판매세) 등의 조작정황이 발견되었고 탈세 규모가 상당하다고 판단될 경우, 연방국세청에 감사를 추천하는 State-referral cases들도 있다. 이러한 케이스들은 신고인들의 신원노출이 되지 않고 안전을 보장할 수 있도록 케이스 수사 전 과정에 걸쳐 최대한 주의를 기울여야 하며, 일반 케이스에 비해 난이도가 높은 경우가 많으므로, 이 유형의 케이스들은 보통 GS-12 (대한민국 5급 공무원급) 또는 이상의 Revenue Agent (연방감사관)이 담당하게 된다. 

## 감사과정
위의 감사대상 선정과정을 통해 선정된 케이스는 IRS 관할지부로 이관되며, 케이스의 난이도 및 현장감사 필요 여부에 따라 RA (Revenue Agent: 연방 감사관) 또는 난이도가 낮거나 서면심사만 필요한 개인 세무신고의 경우 TCO (Tax Compliance Officer: 연방 세무심사관)들에게 분배된다. 
감사관들은 케이스에 선정된 법인/개인에게 최초 서면통보를 통해 감사건이 선정되었음을 우편통보한다. IRS를 사칭한 사기와 구분하는 방법은, IRS에서 감사관이 서면통보를 할 경우, 반드시 Employee ID (연방감사관 고유번호)를 기재하게 되어 있다. 이 번호를 통해 IRS 신원조회 확인전화를 할 수도 있으며, 이외 방법으로는 IRS 감사관이 서면통보 시 동봉한 명함이 있을 경우, @irs.gov를 포함한 연방국세청 이메일로의 수신/회신 여부를 확인하는 것이다. 
위의 서면통보는 일반적으로 10일 내 감사관에게 전화할 것을 요구하며, 이 통보를 피감사인이 지속적으로 회피하거나 무시할 경우, 감사관 판단하에 LUQs(Large, Unusual, Questionable Items) 대상 비용 불허, 또는 기타 IRS 자료와의 교차검증을 통해 누락신고되었을 것으로 추정되는 소득을 추가부과하여 케이스를 임의종료 시킬 수 있다. 이 경우 Revenue Officer (연방세 징수관)에 의해 추심이 시작되므로, 이러한 상황이 발생하지 않도록 반드시 감사선정 서면통보를 한 감사관에게 연락하도록 한다.
이후, 감사관은 피감사법인/개인에게 자료제출 및 인터뷰를 요구한다. 주의할 점으로, 피감사법인/개인이 자료 제출이 꺼려져 고의지연 시키거나 회피할 경우, 연방감사관 수사권 재량을 활용하며 Summons (은행계좌 정보 제출명령, 본인 및 제3자 소환)을 발행할 수 있으며, 이 경우 은폐 의혹을 받아 감사범위가 확대되고 문제가 더욱 심각해질 수 있다. 또한, 허위자료를 만들어 제출하거나 제출하는 자료상의 날짜/수취인/발행인 등을 위변조하거나 일부 자료를 고의로 은폐한 것이 명백한 경우, 단순 과실(Negligence)처분 정도로 끝날 수 있었던 건이 사기(Civil/Criminal Fraud) 건으로 재분류되어 CI (Criminal Investigation: IRS 내 사기/범죄 수사 전담팀)로 이관될 수 있다. 또한, 인터뷰 중 고의로 위증을 하거나 명백히 알고 있던 사실을 숨겼다가 후속 과정 중 밝혀지는 경우도 사기로 간주되므로 이러한 불상사가 발생하지 않도록 감사에 정직히 임하는 것이 최선의 대응이다. 본인이 감사대응을 할 재무회계 지식이 없을 경우, POA (Power of Attorney: 대리인)을 선정하여 감사에 대응시킬 수 있으며, 일반적으로 세무신고를 담당했던 CPA(공인회계사), Tax Attorney (세법전문 변호사), EA(공인 세무사) 등이 이 역할을 맡는 경우가 일반적이다.
감사관은 감사 종료 전, 피감사법인/개인 및 POA에게 감사결과 보고서를 보내며, 피감사법인/개인이 감사관의 감사결과에 동의하지 않는 경우 감사관의 Group Manager (감사관 10여명을 감독하는 관리직급)과 Conference Call을 요청하거나, Fast Track Settlement (IRS 조직 내 독립적인 중재조직)을 통한 중재시도, 또는 항소법원(Appeals Court)에 항소를 신청할 수 있다. 단, 항소법원에 케이스를 보낸 후, 감사관에게 제출되지 않았던 자료가 법원에 증거자료로 제출될 경우, 케이스가 다시 담당 감사관에게 이송되므로, 비용부담과 스트레스가 큰 항소법원에 올리기 전에, 감사관에게 본인의 입장을 피력할 모든 자료가 제출되었는지 검토하고, 감사인과 협의를 하는 것이 보다 바람직한 방법이다.
감사 종료 이후, 조정사항이 발견된 수익/비용항목에서 후속 년도들에서도 동일한 문제점이 발견되어 감사대상으로 재선정된 경우, 세무신고 허위조작에 대한 고의성이 추정되어 첫 감사대비 훨씬 무거운 처벌이 내려질 수 있으므로, 감사 후 조정사항이 발생한 항목에 대해서는 특히 문제가 재발하지 않도록 잘 관리하도록 한다. 